# Германская Восточная Африка
Герма́нская Восто́чная А́фрика (нем. Deutsch-Ostafrika) — германская колония в Африке, существовавшая в период с 1885 по 1918 год  на территории современных Танзании, Бурунди и Руанды, а также северной части Мозамбика.
Общая площадь колониальных владений составляла 995 000 км². Германская Восточная Африка являлась самой большой и густонаселенной колонией Германской империи, её  население составляло около 7,75 млн. человек.

## Начало освоения Восточной Африки

### Политические предпосылки
В первые годы существования Германской империи рейхсканцлер Отто фон Бисмарк отклонял идеи немецкой экспансии в Африку, поскольку хотел сосредоточиться на европейской внешней политике и считал приобретение колоний несвоевременным. 
Однако в 1880-х годах в Германии всё громче стали звучать голоса, требовавшие  широкой  колониальной политики: немецкой экономике необходимы были новые рынки сбыта, подобные тем, что уже принесли большие богатства другим европейским колониальным державам. Кроме того, сторонники колониализма (среди которых были в том числе крупные промышленники и предприниматели) рассчитывали перенаправить поток эмиграции немецкого населения в Африку для освоения колоний, с тем чтобы в будущем избежать проблемы перенаселения городов и снять остроту «рабочего вопроса».
Под влиянием изменившейся конъюнктуры Бисмарк изменил свою позицию, признав, что колонии Империи необходимы, подчёркивая при этом, что их освоение – дело не государства и армии, а прежде всего, частных предпринимателей. Выступая 26 июня 1884 г. в рейхстаге, канцлер обозначил официальную позицию правительства, заявив о необходимости «передать ответственность за организацию и материальное развитие колоний нашим согражданам, занимающимся судоходством и торговлей» и «продвигаться вперёд не столько присоединением заокеанских территорий к германскому государству, сколько предоставлением охранных грамот».

### Деятельность «Германского Восточноафриканского Общества»

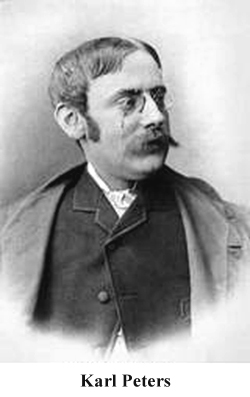
Карл Петерс

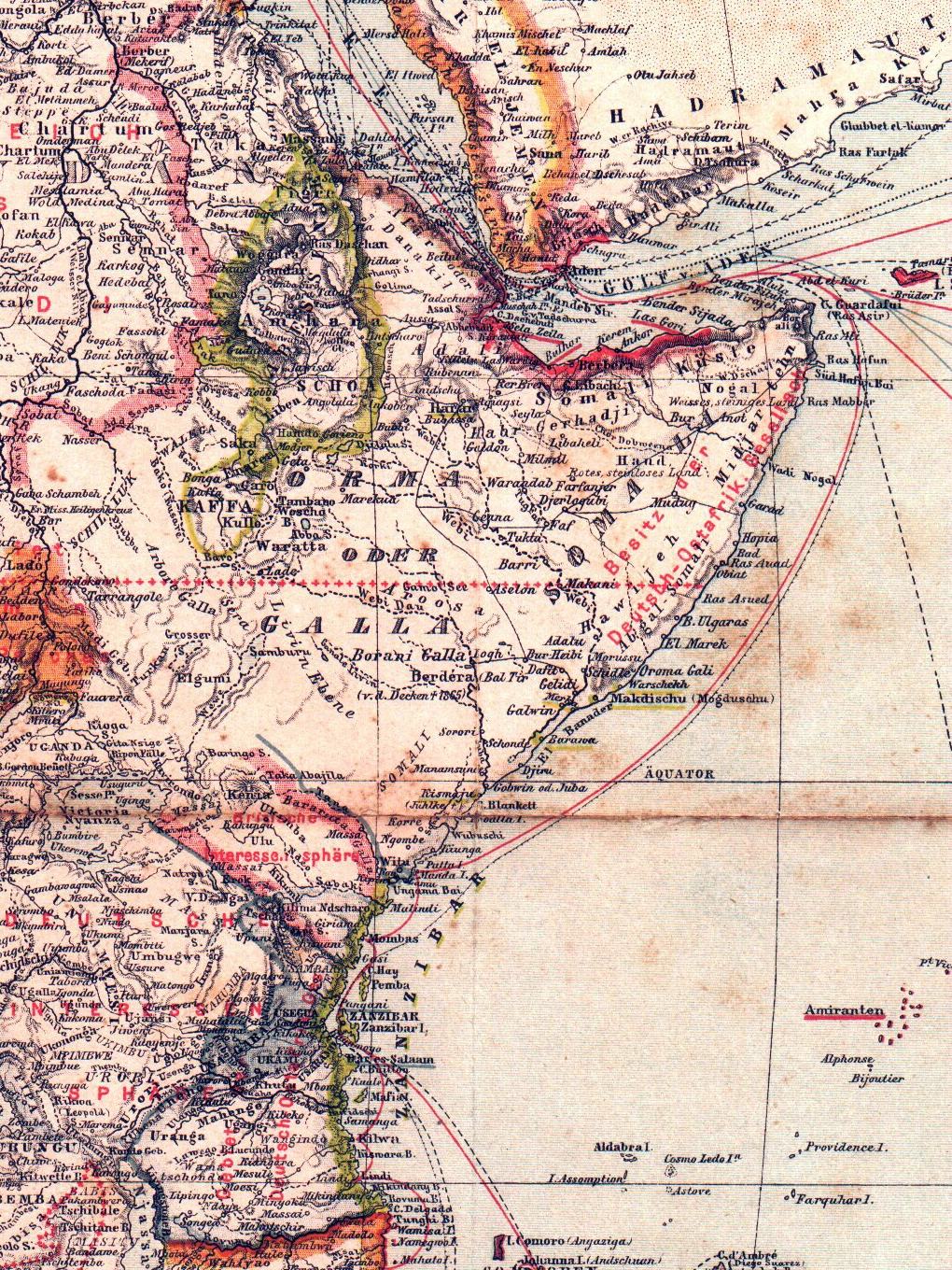
Восточная Африка, 1887 г.: в качестве территорий, принадлежащих «Германскому Восточноафриканскому Обществу» отмечено, помимо прочего, побережье Сомали

Начало германской активности в Восточной Африке было положено в 1884 году, когда германское правительство даровало право на освоение африканских территорий для защиты германских интересов компании «Общество германской колонизации» («Gesellschaft für deutsche Kolonisation»), основанной Карлом Петерсом 28 марта 1884 года. 
10 ноября 1884 года Карл Петерс и его компаньоны — Иоахим Граф фон Пфайль и Карл Людвиг Юльке — прибыли в Восточную Африку (Занзибар). В скором времени им удалось заключить с  вождями местных племён «договоры о защите». «Общество германской колонизации» обосновало свои территориальные претензии в  регионах Усегуа, Нгуру, Усагара и Уками.
27 февраля 1885 года, после официального запроса Карла Петерса, кайзер Вильгельм I подписал акт об «имперской защите» приобретений «Общества германской колонизации» в Восточной Африке. Таким образом, германским правительством была легитимизирована колонизация этих территорий, получивших название «Германская Восточная Африка». Название «Петерсланд», предложенное компаньонами Петерса, было отклонено им самим.
«Общество германской колонизации», которое впоследствии было переименовано в «Германское Восточноафриканское Общество» (нем. «Deutsch-Ostafrikanische Gesellschaft», сокр. DOAG) — получило  государственную поддержку  и расширило сферу своих притязаний, подкреплённых «договорами о защите».
Эти притязания встретили протест со стороны султана Занзибара, контролировавшего побережье Восточной Африки между Мозамбиком и Сомали, а также внутренние районы вплоть до Конго, где — за  пределами караванных путей — оно  не имело большого влияния. 27 апреля 1885 года правительство Занзибара направило ноту протеста германскому кайзеру и усилило свои войска на материке. После некоторых колебаний Бисмарк отправил в Занзибар военно-морскую эскадру под командованием адмирала Эдуарда Кнорра, вынудив султана Занзибара признать приобретения «Германского Восточноафриканского Общества». В то же время, Общество  пыталось приобрести всё сомалийское побережье
между районами Буур Гаабо и Алуула.
1 ноября 1886 года Германия и Великобритания заключили Соглашение о разграничении сфер влияния в Восточной Африке. Было согласовано признание суверенитета Занзибара; владения султана ограничивались 10-мильной полосой земли между Кионга и устьем реки Тана, некоторыми городами в Сомали, а также  островами Занзибар, Пемба, Мафия и Ламу. В то же время, британская сторона пообещала оказать давление на султана, чтобы тот согласился сдать в  аренду «Германскому Восточноафриканскому Обществу» порты Дар-эс-Салам и Пангани: без доступа к морю польза от приобретений на материке была невелика.
Благодаря этому соглашению в 1887 году Карлу Петерсу удалось заключить договор с султаном на управление всей прибрежной полосой Занзибара между реками Умбой и Рувумой. После этого «Германское Восточноафриканское Общество» смогло взять на себя управление материковой зоной Занзибара и взимать с прибрежных районов тарифы от имени султана вместо ежегодной аренды.

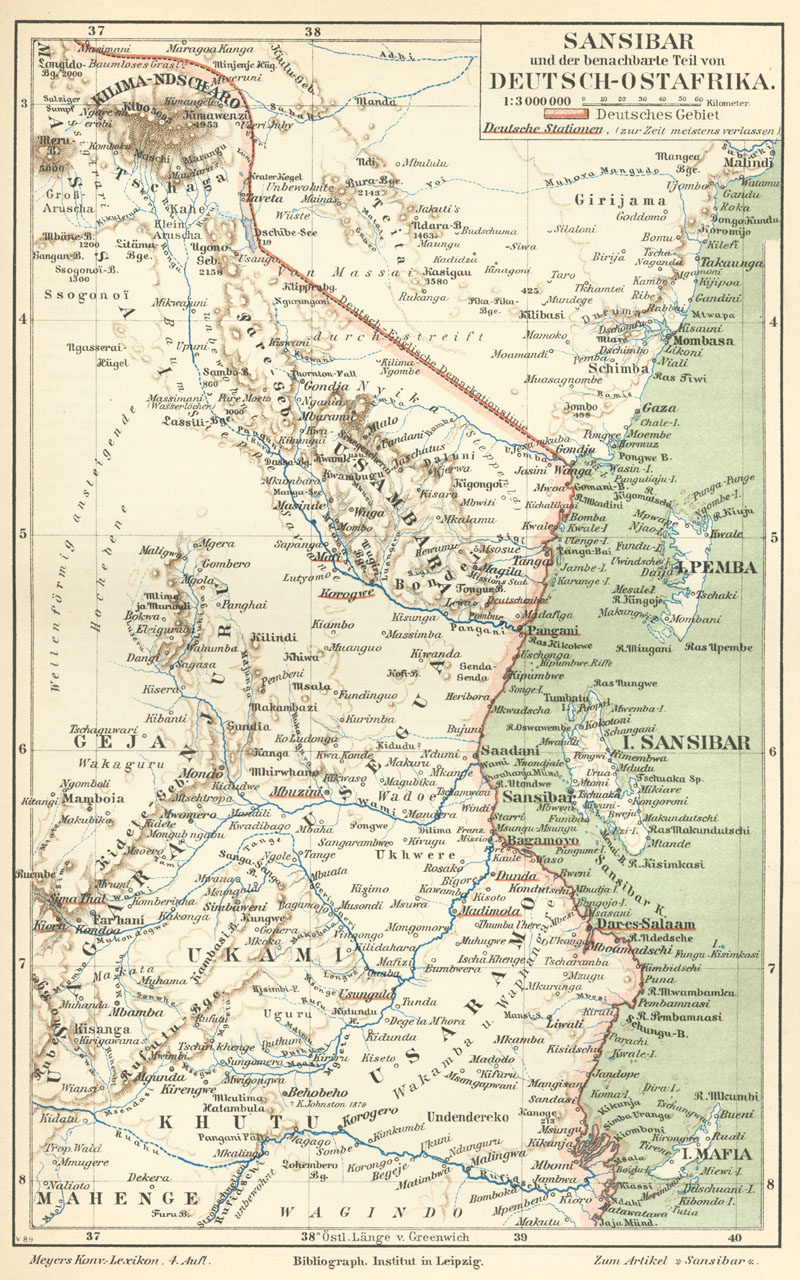
Карта Германской Восточной Африки, 1888 г.

В 1888 году, когда соглашение вступило в силу, немедленно последовало восстание значительной части прибрежного населения под командованием арабского плантатора Бушири бин Салима, от порта Танга на севере до города Линди на юге (т. н. «арабское восстание»). Позиции «Германского Восточноафриканского Общества» пошатнулись, и только благодаря привлечению немецких морских пехотинцев можно было удерживать населённые пункты Багамойо и Дар-эс-Салам.
В результате германское правительство вынуждено было направить в Восточную Африку в качестве рейхскомиссара молодого, но  хорошо знающего Африку офицера Германа Виссмана. С помощью наёмного отряда немецких офицеров, а также суданцев и зулусов восстание удалось подавить. Лидер сопротивления Бушири бин Салим был схвачен и казнён 15 декабря 1889 года. Официально вмешательство Империи было предпринято как кампания против арабской работорговли, предпринятая в соответствии с международно-правовыми положениями Заключительного акта Конференции по Конго 1884 г.

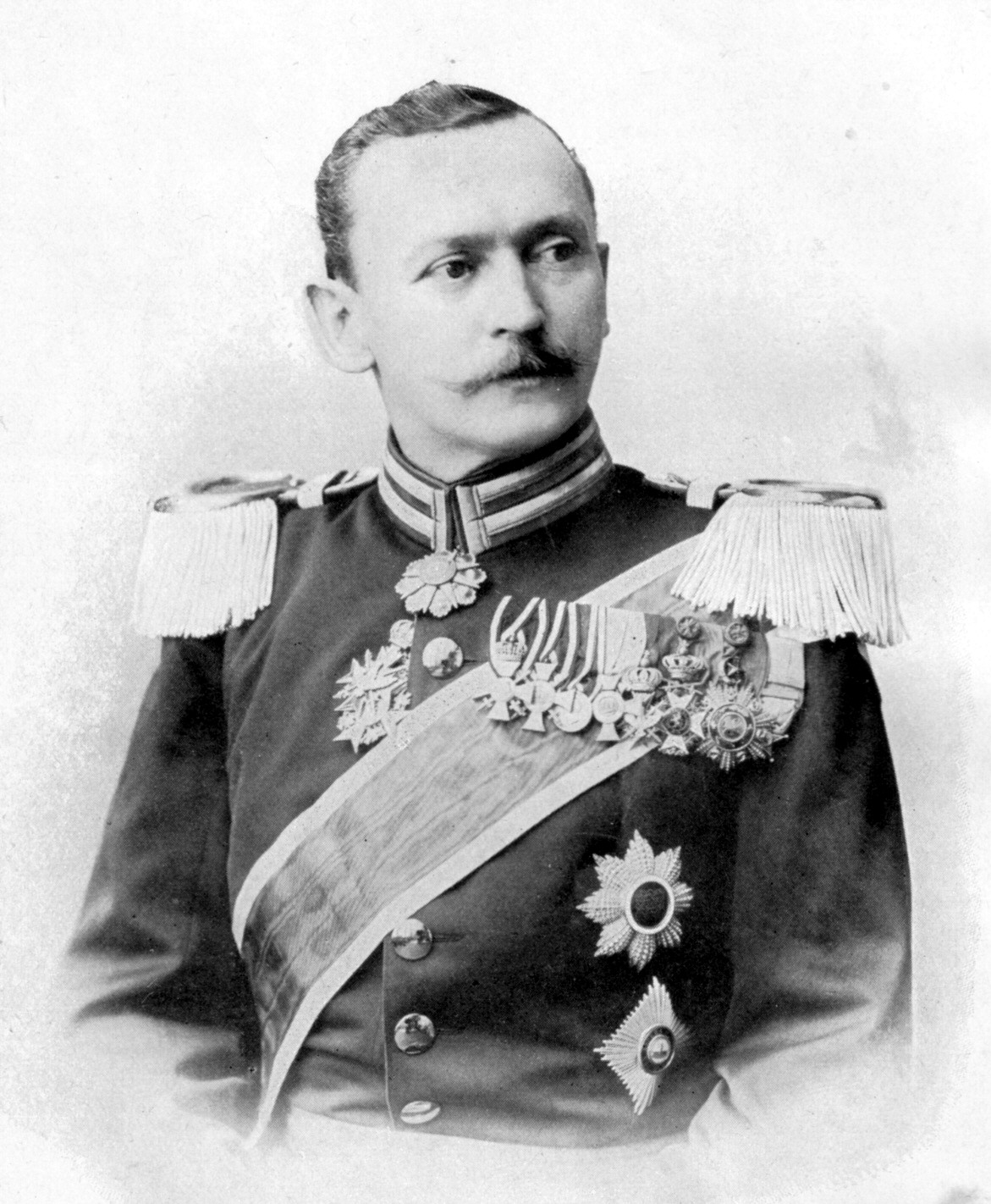
Герман Виссман

С прибытием в Восточную Африку рейхскомиссара Виссмана, самостоятельное управление колониями со стороны «Германского Восточноафриканского Общества» фактически прекратилось, контроль над территориями колоний был передан государству. В течение 1890 года были согласованы положения, согласно которым Германской империи официально передавались имущественные притязания «Германского Восточноафриканского Общества». Карл Петерс отправился в район озера Виктория, где пытался расширить зону влияния своего Общества, подписав соглашения с правителем Буганды. В 1891 году Петерс был назначен рейхскомиссаром в район Килиманджаро, но в 1892 году отозван в Германию.

## Укрепление колониального господства
1 июля 1890 года был заключен Гельголандско-Занзибарский договор между Германией и Великобританией. Договор регулировал передачу острова Гельголанд в Северном море и полосы Каприви Германской империи, в то время как Витуланд (сейчас — часть Кении) и права на Уганду были переданы Британии. Немецкий исследователь Африки Пауль Рейхард требовал установить имперский протекторат над территорией к западу от озера Танганьика, но она уже была признана частью государства Конго. После пограничного спора с Португалией в 1894 году к колониальным владениям Германии был присоединён только маленький «Треугольник Кионга» на юго-востоке.

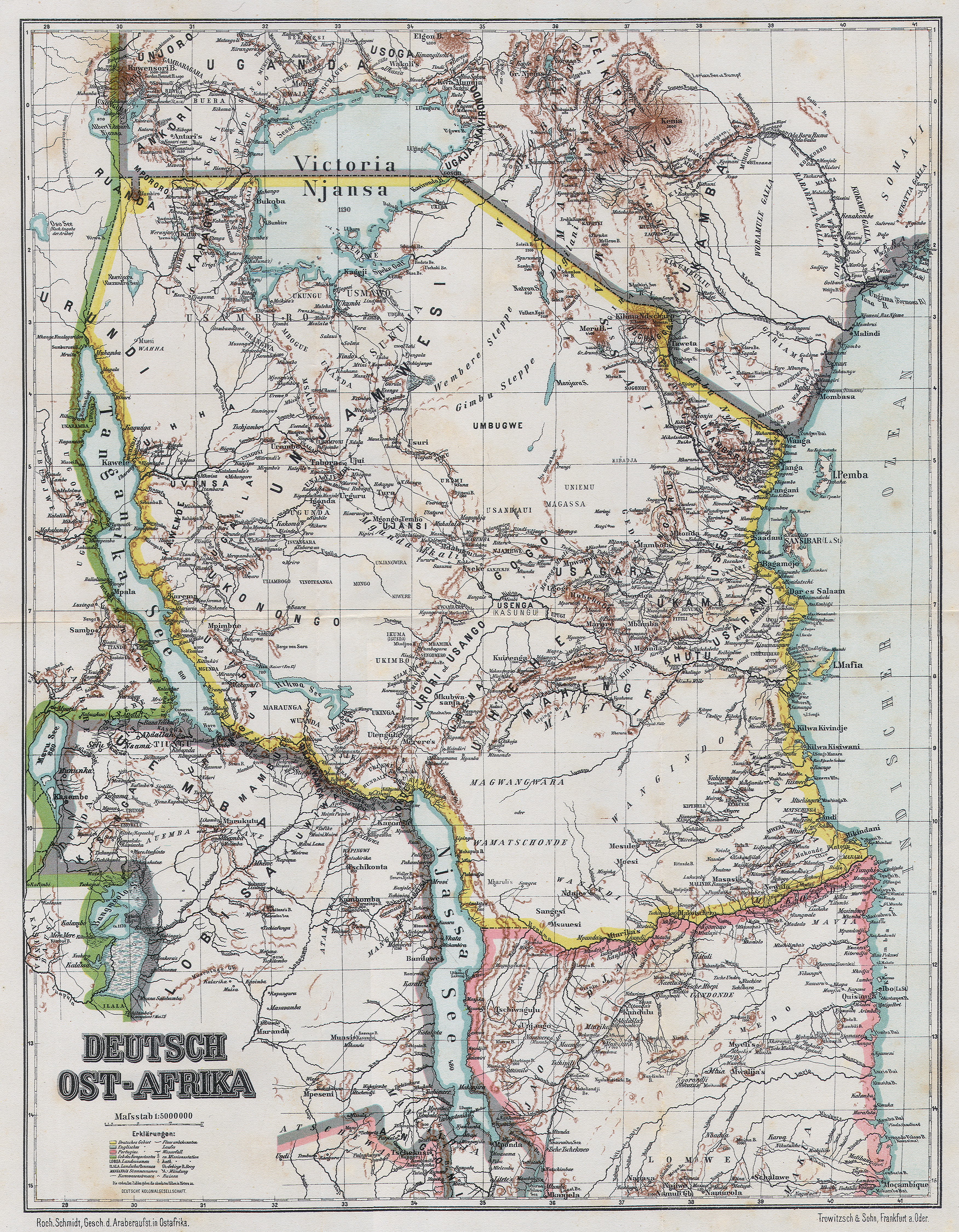
Германская Восточная Африка, 1892, после Гельголандско-Занзибарского договора

В 1891 году Германская Восточная Африка в качестве «охраняемой территории» была официально передана под управление Германской Империи, а солдаты Виссмана получили официальное название «охранные войска»(«Schutztruppe»). Первым гражданским губернатором Германской Восточной Африки стал Юлиус фон Зоден (1891—1893), а после него — Фридрих фон Шеле (1893—1895), который в 1894 году совершил военную экспедицию против племени хехе и захватил Куиронга — крепость вождя хехе, Мквавы. 
При губернаторе Эдуарде фон Либерте (1897—1901) колониальные войска продолжили военные кампании и взяли под контроль большую часть страны, в том числе в 1898 году — территорию племени хехе. Полезным оказался свергнутый британцами султан Занзибара Халид ибн Баргаш, который оказывал сдерживающее влияние на восточно-африканскую аристократию в Дар-эс-Саламе.

## Административное деление
Колониальная экспансия в Восточной Африке развивалась от побережья вглубь континента. В качестве административно-территориальных единиц на побережье немецкими колонизаторами создавались округа, а внутри континента — военные станции.
В 1888 году Багамойо, Дар-эс-салам, Килва, Линди, Микиндани, Пангани и Танга являлись резиденциями представителей «Германского Восточноафриканского Общества», осуществлявших полномочия окружных начальников (Bezirkschefs).
В 1890 году территория  колонии ненадолго была разделена на Северную и Южную провинции, но уже в  1891 году они были вновь реорганизованы в округа; на побережье было создано 5 округов, возглавляемых «окружными капитанами» (Bezirkshauptmann).
По мере стабилизации ситуации во внутренних районах колонии военные станции постепенно преобразовывались в гражданские округа. К 1893 году в Германской Восточной Африке было 7 гражданских округов: Багамойо, Дар-эс-салам, Килва, Линди, Пангани, Табора и Лангенбург, а окружной капитан теперь стал называться «окружным начальником» (Bezirksamtmann).
В 1905 году территория Германской Восточной Африки была разделена на 22 округа, 10 из которых (Вилгельмсталь, Танга, Пангани, Багамойо, Дар-эс-салам, Руфиджи, Морогоро, Килва, Линди, Новый Лангенбург) подчинялись гражданской администрации, а 12 (Усумбура, Букоба, Мванза, Уджиджи, Табора, Килиматинде, Моши, Мпапуа, Бисмарксбург, Иринга, Махенге, Сонгеа) — являлись военными округами и находились под контролем колониальных «охранных войск». 

Административные здания в Германской Восточной Африке
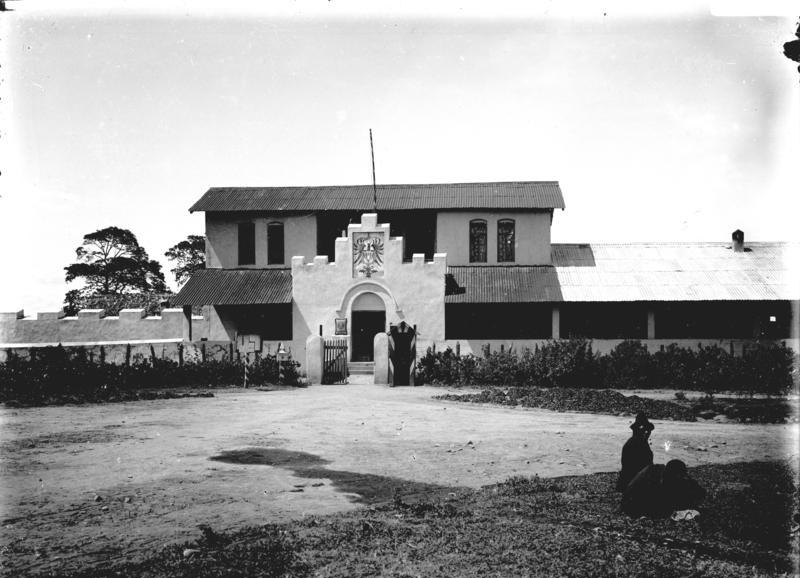
Аруша
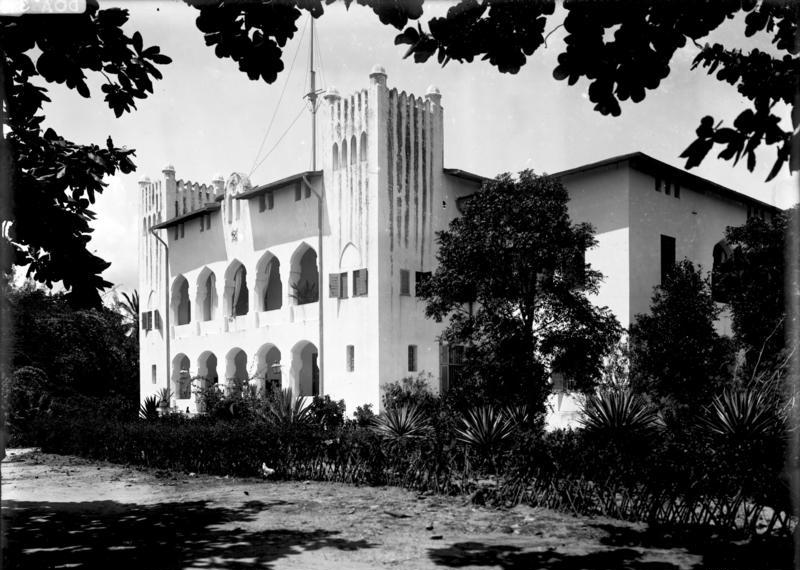
Багамойо
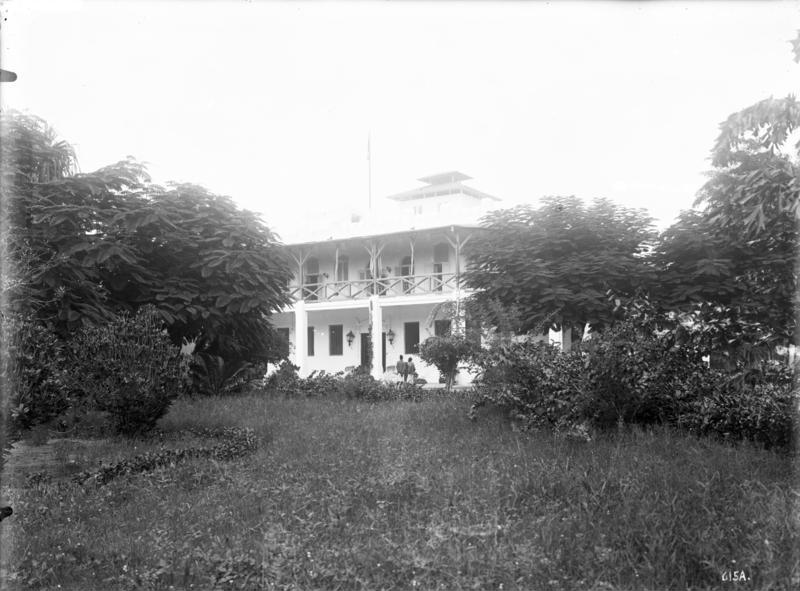
Пангани
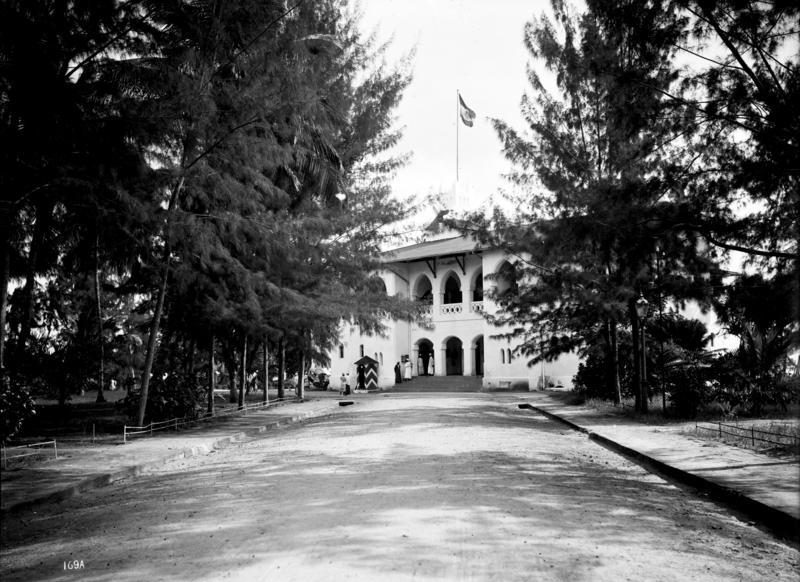
Танга

В 1906 году военные округа Усумбура и Букоба были преобразованы в т. н. «резидентуры» — Букобу, Урунди и Руанду, которые, в отличие от военных округов, предоставляли местным правителям (султанам) широкие права самоуправления.
К 1914 году территория Германской Восточной Африки была разделена на 19 гражданских округа и 2 военных (Иринга и Махенге).

## Денежная единица

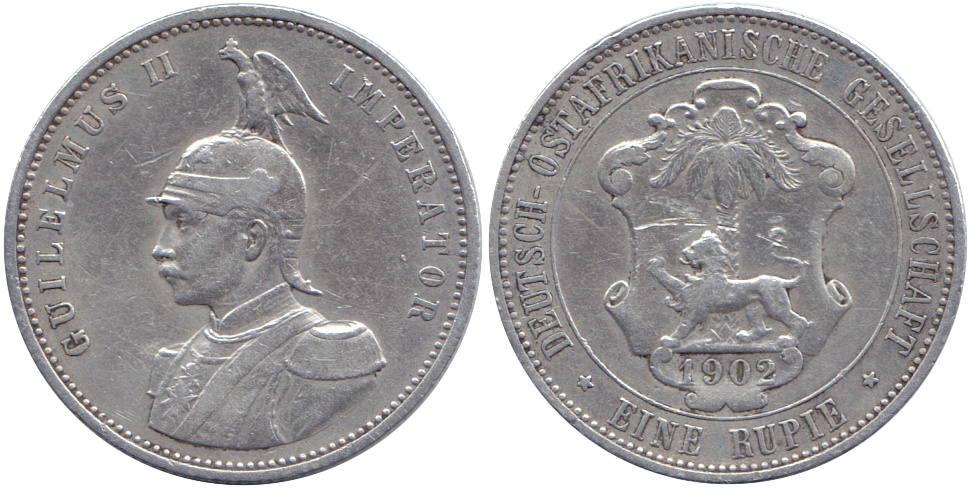
Монета 1 рупия (1902), выпущенная для Германской Восточной Африки

С 1890 по 1916 год немецкая валютой в Германской Восточной Африке была восточноафриканская рупия. В Танганьике она  имела хождение  до 1920 года.

## Флаг и герб

Флаг правительства Германской Восточной Африки
проект герба Германской Восточной Африки
проект флага Германской Восточной Африки
флаг «Германского Восточноафриканского общества»

С 1891 года  у  правительства  Германской  Восточной Африки имелся собственный флаг. Кроме того, в 1914 году были  разработаны проекты герба и флага Германской Восточной Африки, но введению в эксплуатацию помешала Первая мировая война. Свои флаг и герб имело также «Германское Восточноафриканское общество».

## Население

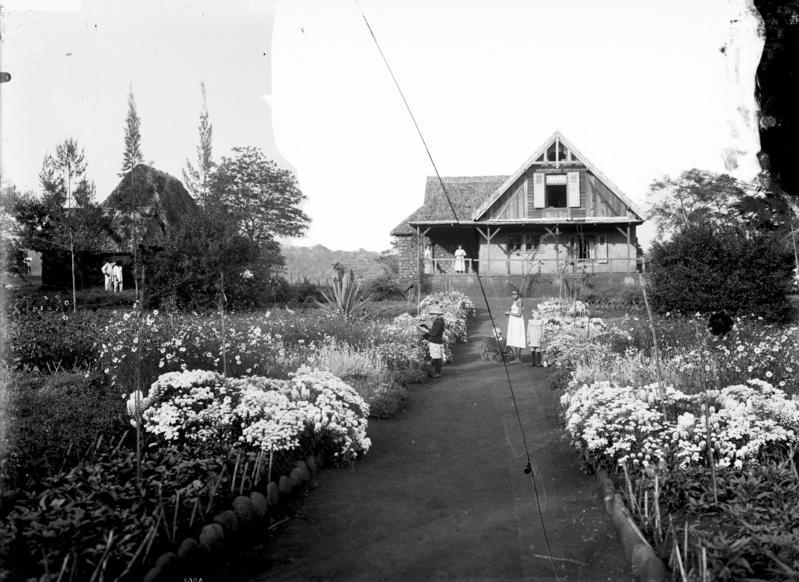
Дом и сад христианской миссии на Килиманджаро, 1906-1918 гг.

Германская Восточная Африка была самой густонаселённой колонией Германской империи, в ней проживало около 7,75 млн. жителей, в том числе — более 5 000 европейцев, (из которых более 4000 — немцев) обосновавшихся преимущественно на побережье и в административных центрах. Незадолго до Первой мировой войны количество европейских поселенцев несколько увеличилось, особенно в районе Килиманджаро и в горах Усамбара, где климат был более подходящим для европейцев, чем в южных районах Африки с их саваннами и болотами.
| Население Германской Восточной Африки (1913) | Население Германской Восточной Африки (1913) | Население Германской Восточной Африки (1913) | Население Германской Восточной Африки (1913) |
|                                              | Всего                                        | в Дар-эс-Саламе                              |                                              |
| -------------------------------------------- | -------------------------------------------- | -------------------------------------------- | -------------------------------------------- |
| Африканцы                                    | ок. 7.645.000                                | 19.000                                       |                                              |
| Арабы                                        | 4000                                         |                                              |                                              |
| Индийцы                                      | 8800                                         | 2629                                         |                                              |
| Европейцы                                    | 5339 (из них немцев - ок. 4107)              | 967                                          |                                              |
| Всего                                        | 7.663.139                                    | 22.596                                       |                                              |

Помимо африканцев и европейцев в колониях проживали арабы  и индийцы. Они играли важную роль в торговле и местном управлении, но их положение зачастую было неопределённым, поскольку они не были полностью признаны ни африканским большинством, ни европейской властной элитой. Причины взаимного отторжения между представителями  арабской и индийской  диаспор и белым населением колоний были связаны прежде всего с религиозным фактором, а также торгово-экономической конкуренцией. Кроме того, арабы и индийцы практиковали рабство и работорговлю, официально осуждаемые колониальными властями. Тем не менее германское правительство и немецкие предприниматели  в колониях признавали экономический и культурный потенциал арабов и индийцев. Так рейхсканцлер Лео фон Каприви отмечал, что «индийцы — прирожденные торговые люди … и мы будем стремиться к тому, чтобы сделать их силу полезной нам».

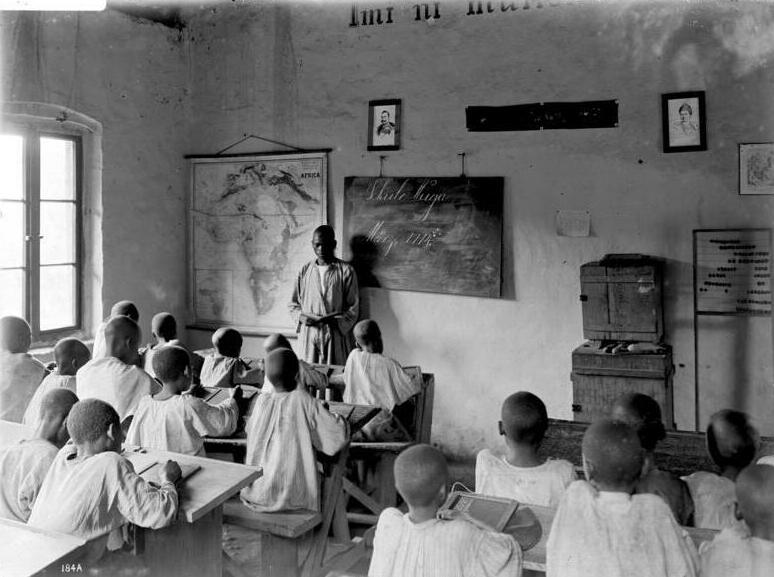
Школа евангелической миссии в г. Вуга, Усамбара, март 1914 г.

Германские колонизаторы большое внимание уделяли религиозной и образовательной политике, особенно — в отношении мусульман. Мусульмане в Германской Восточной Африке составляли всего около 4 % от общей численности населения, но отношение к ним был неоднозначным. Большая часть немецкой колониальной администрации придерживалась позиции религиозного нейтралитета и оценивала мусульманских жителей как в основном лояльных подданных. Тем не менее, клерикально-ориентированные политики (прежде всего, Партия Центра), а также представители церкви, видели в мусульманах опасность  для  дела христианизации местного населения. В рамках образовательной политики это послужило причиной разногласий между сторонниками государственных школ и школ миссионеров. Государственных школ в Восточной Африке было намного меньше, чем миссионерских (на 1911 год соотношение государственных и миссионерских школ составляло 8 % и 92 % соответственно), однако после обучения в государственных школах, мусульмане получали возможность продвижения по службе — колониальные власти нередко назначали мусульман на низшие административные должности — тогда  как миссионерские школы такой возможности не предоставляли.

## Экономика и хозяйство

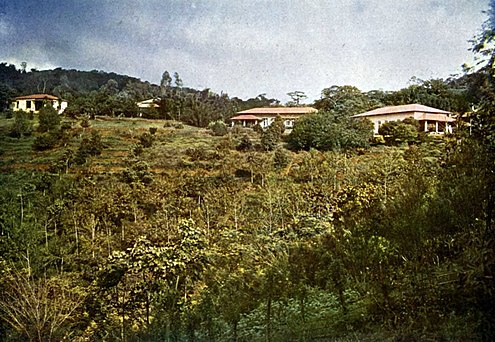
Биолого-сельскохозяйственный научно-исследовательский институт Амани, 1900-е гг.

Предполагалось, что восточноафриканские колонии Германии станут подходящим местом для немецкой эмиграции и развития фермерства. В связи с чем большое внимание германские власти уделяли развитию сельского хозяйства.
В начале XX века развитие сельского хозяйства в Восточной Африке стимулировалось внедрением культур хлопка, каучука и сизаля. С 1896 года в горах Усамбара в Восточной Африке действовала  испытательная сельско-хозяйственная станция Квай (Kwai). В 1902 году в г. Танга в районе западных Усамбарских гор был открыт Биолого-сельскохозяйственный научно-исследовательский институт Амани Биолого-сельскохозяйственный научно-исследовательский институт Амани (суахили — Taasisi ya Utafiti ya Amani), на тот момент  самое современное учреждение такого рода в Африке. В Институте проводились исследования различных сельскохозяйственных культур, ядовитых и лекарственных растений, испытывались методы их выращивания, использования удобрений, борьбы с насекомыми-вредителями. Институт руководил посадками кофе, сизаля, эвкалипта, камфорных и хинных деревьев (хинин использовался как средство для лечения малярии). Ботанический сад при Институте был одним из крупнейших в мире, здесь выращивали несколько тысяч видов растений и деревьев. В разные годы Институтом руководили зоолог Франц Штульман, ботаник Альбрехт Циммерман, с Институтом сотрудничали Роберт Кох, Фридрих Кляйне, Юлиус Фосселер, Роберт Кудике.

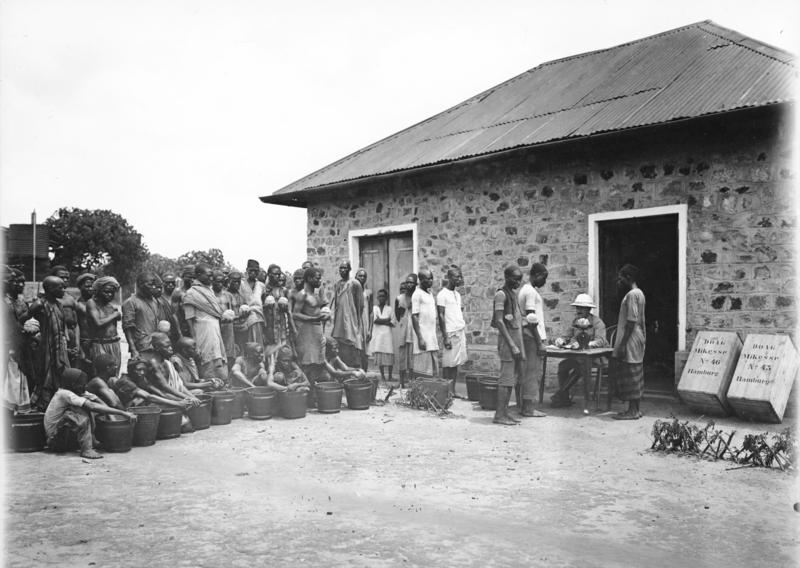
Сбор каучука в Германской Восточной Африке

В первые годы колониального освоения Восточной Африки в сельском хозяйстве использовался принудительный труд. Но в последующие годы  введение налогов вынудило африканское население перейти к труду наёмному, поскольку налоги необходимо было выплачивать в денежной форме, а деньги местные жители могли получить, только работая на европейцев. 
Немецкие власти инициировали борьбу с рабством, которое было обычным явлением в Африке в доколониальную эпоху. Однако вследствие опасений колонизаторов, что полное искоренение рабства может подорвать устоявшийся местный хозяйственный уклад и негативно отразиться на экономике, использование труда т.н. «домашних рабов» долгое время сохранялось — по одной из оценок, к 1900 году около 10 %  населения Восточной Африки были рабами.
Экспортными продуктами были: слоновая кость, каучук, кунжут, копра, смола, кокосы, древесина, рога, кофе и зубы бегемота. Доходы от экспорта составили: в 1902 г. — 5 283 290 млн., в 1903 г. — 6  738 906 млн. (включая сухопутный экспорт — 7 054 207 млн.).
Импортировались в Африку следующие товары: хлопчатобумажная продукция, рис, металлические изделия, вино, масло, сыр, бекон, ветчина, мясо, пиво, овощи и фрукты, мука, табак, алкоголь, на общую стоимость: в 1902 г. — 8  858 463 млн.; в 1903 г. — 10  688 804 млн. (включая сухопутный импорт — 11 188 052 млн.).
Глобальной проблемой для германской администрации был вопрос рабочей силы. Для обслуживания плантаций, постройке дорог и переноски грузов было необходимо большое количество местных рабочих.

## Транспорт

Флаг Восточноафриканской железнодорожной компании

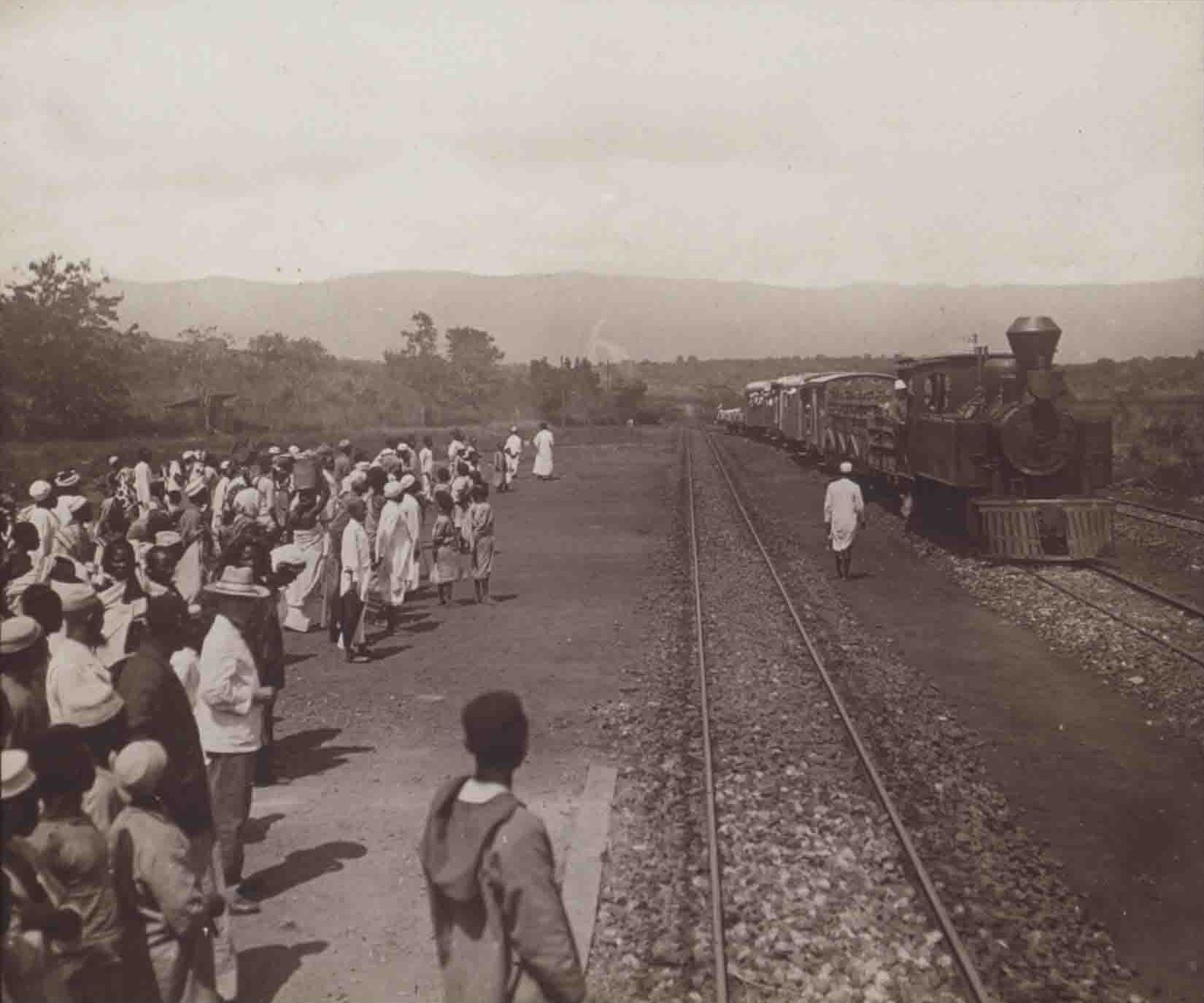
Усамбарская железная дорога, 1907

Важнейшими железнодорожными путями Германской Восточной Африки были Усамбарская и Танганьикская железные дороги. Кроме того, существовали короткие соединительные маршруты и небольшие железнодорожные пути плантационных компаний. Проекты Руандской железной дороги на северо-западе, а также  железнодорожной линии на юге колонии не были реализованы из-за Первой мировой войны. Важнейшим застройщиком и оператором была «Восточноафриканская железнодорожная компания», основанная 29 июня 1904 г. в Берлине.
Морские перевозки между Европой и Германской Восточной Африкой, а также каботажное судоходство осуществлялись, прежде всего, через Германскую Востоафриканскую линию(«Deutsche Ost-Afrika-Linie»), основанную в 1890 году. Кроме того, в Восточную Африку ходили корабли компании «British India Steam Navigation Company», а также других  компаний Германской Восточной Африки.

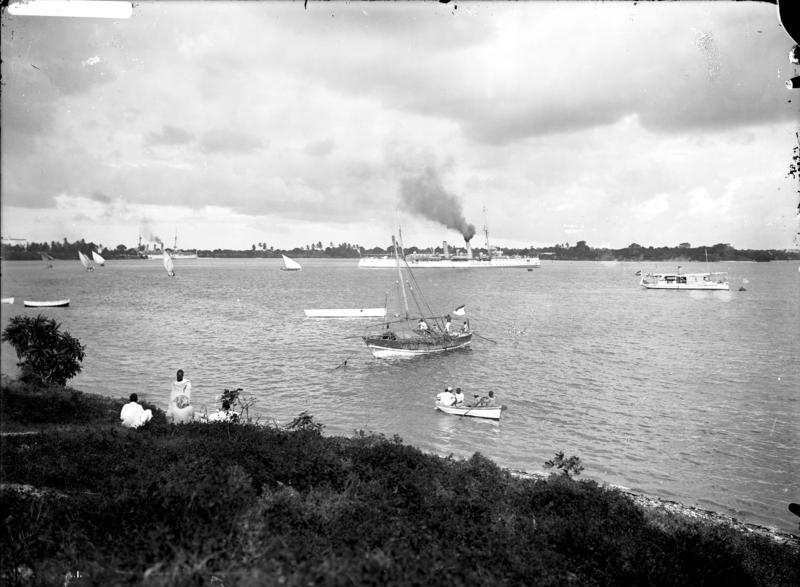
Суда в гавани Дар-эс-Салама

Крупные порты и причалы имелись только в  прибрежных городах — Дар-эс-Саламе и Танге, занимавшихся международными перевозками. Кроме того, осуществлялось оживлённое движение на местных парусных судах — «дау». Для защиты от рифов и песчаных отмелей на прибрежных территориях были установлены буи и построены маяки. В Дар-эс-Саламе с 1902 года эксплуатировался плавучий док, что избавляло немецкие и иностранные суда от дальних плаваний в случае необходимости ремонта. Внутреннее судоходство осуществлялось на озёрах Малави (Ньяса), Танганьика и Виктория, где имелись небольшие суда и правительственные пароходы.

## Средства связи
В Германской Восточной Африке была создана сеть почтовых и телеграфных отделений. Более удалённые от железных дорог почтовые отделения были связаны курьерской почтой.
С 1890 года в колонии действовала «Восточноафриканская озёрная почта» («Ostafrikanische Seenpost») — частная почтовая компания гамбургской химической компании «Schülke & Mayr». В 1894 году было открыто государственное почтовое отделение, занимавшееся доставкой почты внутри колонии.
Телеграфные линии пролегали от Танги до Микиндани и Аруши, от Килоссы до Иринги и от Дар-Эс-Салама через Килоссу и Табору до Муансы. Подводный кабель «Восточной и Южноафриканской Телеграфной Компании» («Eastern and South African Telegraph Company»), проходящий в Багамоджо и Дар-Эс-Салам, соединял колонию с мировой телеграфной сетью.
К 1914 году были построены три радиостанции беспроводного телеграфа, которые обеспечивали внутриконтинентальную и береговую радиосвязь. В 1911 году радиостанциями были оснащены внутренние районы Муанса и Букоба на озере Виктория. В 1913 году в Дар-Эс-Саламе заработала береговая радиостанция. В Таборе планировалось построить трансконтинентальную радиостанцию, смоделированную по образцу радиостанции Камина в Того, но этому помешала Первая мировая война.

## Восстание Маджи-Маджи

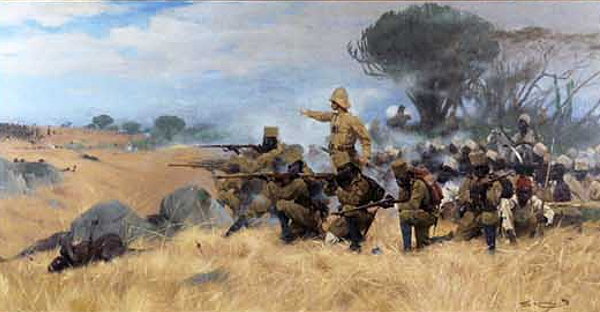
Битва при Махендже, худ. Фридрих Вильгельм Кухнерт, 1908

В 1905 году в Германской Восточной Африке вспыхнуло восстание Маджи-Маджи, причинами которого стало усиление репрессивных мер, повышение налогов и особенно насаждение так называемых «Dorfschamben» — хлопковых полей, работать на которых принуждены были жители местных деревень.
Первые беспорядки произошли во второй половине июля к западу от прибрежного города Килва. Представители немецкой колониальной администрация в Дар-эс-Саламе (в частности, губернатор Густав Адольф Граф фон Гётцен) надеялись, что дело ограничится бунтами локального характера. Но когда 15 августа повстанцы штурмовали военный пост в Ливале, стало очевидно, что восстание принимает угрожающий масштаб.
Особая опасность для колониальных властей заключалась в том, что восстание быстро распространялось через этнические и политические границы: в течение нескольких месяцев оно охватило различные этнические группы. Это стало возможным в основном благодаря культу Маджи, в основе которого лежали традиционные мифы и который нашёл отклик во многих областях Восточной Африки. Восстание возглавил Кинджикитиле Нгвале, проповедовавший сопротивление с помощью «священной воды» (маджи), которая должна была защищать повстанцев в бою, превращая вражеские пули в капли воды. Объединяющая сила культа Маджи достигла высшей точки в битве при Махендже, когда 30 августа 1905 года несколько тысяч африканцев атаковали немецкий пост, который защищали около 80 человек из «охранных войск» и 200 лояльных колониальным властям местных жителей. В результате пулемётного огня нападавшие понесли огромные потери, недейственность культа Маджи стала очевидной.

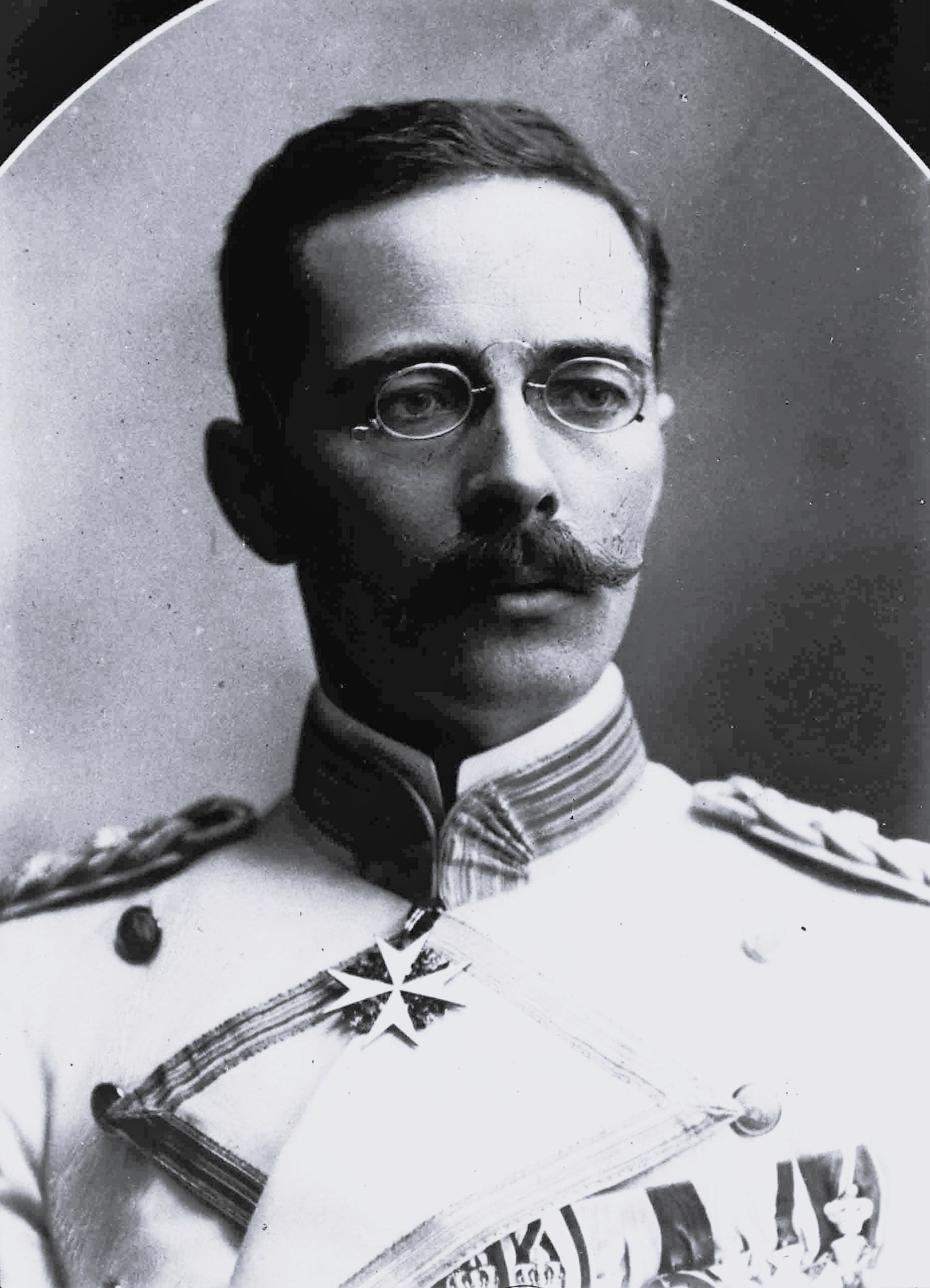
Густав фон Гётцен

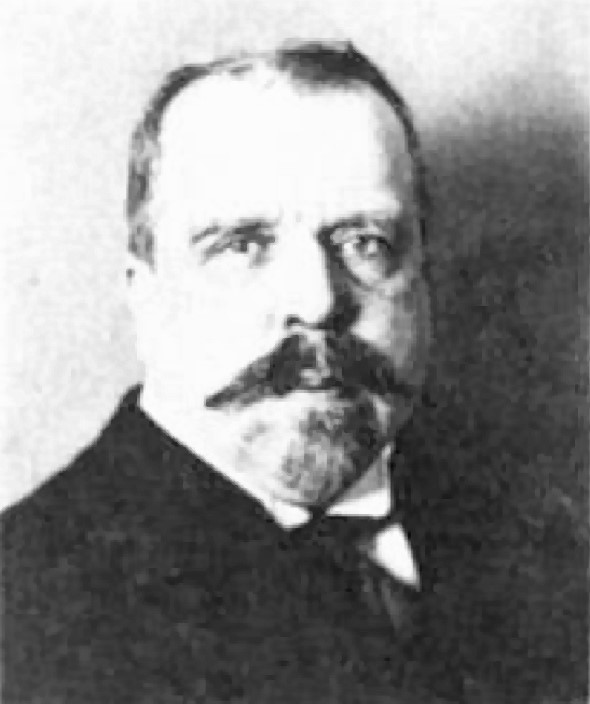
Альбрехт фон Рехенберг

Однако поражение при Махендже не означало конца восстания. К движению присоединились другие группы, и к октябрю 1905 года повстанцы контролировали около половины колонии. Вскоре от боёв на открытой местности они перешли к партизанской войне. С 1906 года немцы начали использовать против партизанской тактики «стратегию выжженной земли»: разрушались африканские деревни, сжигались посевы и припасы, засыпались колодцы, за действия зачинщиков восстания подвергались наказанию члены их семей. Колониальные власти стремились таким образом подорвать материально-экономическую базу сопротивления, но следствием этих мер стал также голод, опустовший целые территории и навсегда изменивший социальную структуру африканского общества.
Партизанская война продолжалась до 1907 года, но размах восстания заметно сократился и прежнего единства и взаимодействия среди местного населения уже не было. Потери со стороны восставших, по современным оценкам, составили  от 75 000 до 300 000 человек. Потери  колонизаторов составили 15 европейцев и 389 африканских солдат.
За всё время восстания количество немецких солдат в колонии, не считая африканцев-аскари, не превышало 1000 человек: помимо «охранных войск», были задействованы члены экипажей немецких военных кораблей (в качестве пехотных войск), а также добровольцы из числа гражданского населения среди которых, помимо немцев, были британцы и южноафриканцы.
После окончательного подавления восстания при новом губернаторе Альбрехте фон Рехенберге, чтобы разрядить напряжённость, начались реформы системы колониального управления. Суть реформ заключалась в том, чтобы ослабить ограничения для коренного населения и позволить ему развивать хозяйственную деятельность для собственных нужд; при этом африканцы также должны были выращивать хлопок на экспорт. Рехенберг также разрешил расширить иммиграцию индийцев в Германскую Восточную Африку, чтобы открыть их для торговли, ограничил наказания для местного населения (в частности запретил немецким колонистам произвольно использовать кнут), боролся с работорговлей. В полной мере запланированные реформы не удалось реализовать, не в последнюю очередь — из-за  сопротивления белых поселенцев, а также отдельных политических групп в германском рейхстаге. Тем не менее, вплоть до Первой мировой войны каких-либо крупных восстаний, сопоставимых по масштабу движению Маджи-Маджи, в Германской Восточной Африке не было.

## Первая мировая война

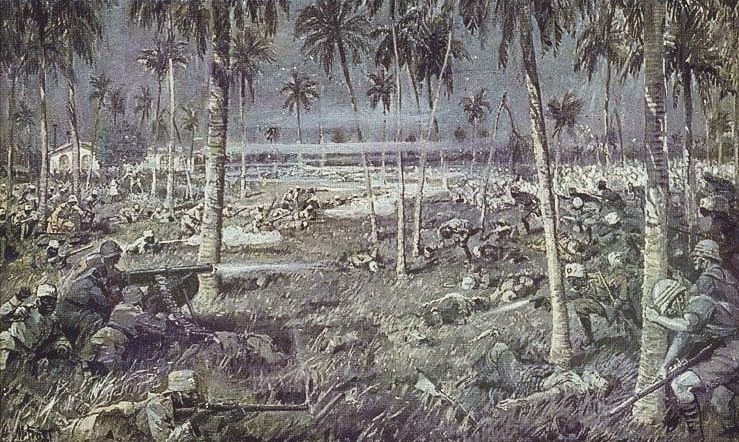
Битва при Танге, худ. Мартин Фрост

2 августа 1914 года губернатор Генрих Шнее получил известие о начале немецкой мобилизации в Европе. Стремясь уберечь колонию от войны, Шнее первоначально хотел объявить восточноафриканские порты «открытыми городами». Соглашения, достигнутые колониальными державами на Берлинской Конференции в 1885 году, обязывали воюющие стороны сохранять нейтралитет в Африке в случае европейского конфликта. Однако уже в первые дни Мировой войны положения Генерального акта Берлинской Конференции были в одностороннем порядке нарушены британским правительством. 8 августа 1914 года, английские бронепалубные крейсера «Астра» и «Пегасус» обстреляли Дар-эс-Салам и разрушили германскую радиостанцию. Командующий «охранными войсками» Пауль фон Леттов-Форбек принял решение связать на восточноафриканском театре военных действий как можно больше британских сил посредством партизанской войны.
Первоначально боевые действия велись против британских подразделений вдоль кенийской границы и против бельгийских войск на конголезской границе. Немцы совершали отдельные набеги на районы Северной Родезии, которые первоначально удерживала только британская полиция, а также пытались прервать сообщение по Угандийской железной дороге.
В августе корабли немецких «охранных войск» смогли занять озёра Виктория и Танганьика, что поначалу парализовало британское и бельгийское судоходство. Их продвижение к важной станции и порту Кисуму было отражено британцами, но озеро Танганьика немцам удавалось удерживать до 1916 года.
15 августа 1914 года «охранные войска», не встретив значительного сопротивления, заняли приграничный город Тавета в Британской Восточной Африке.
В сентябре 1914 года в Германскую Восточную Африку вернулся лёгкий крейсер «Кёнигсберг», в первые дни войны отправленный немецким командованием в район Аравийского полуострова. 20 сентября в бою у Занзибара «Кёнигсберг» затопил английский бронепалубный крейсер «Пегасус», а затем укрылся в дельте реки Руфиджи.

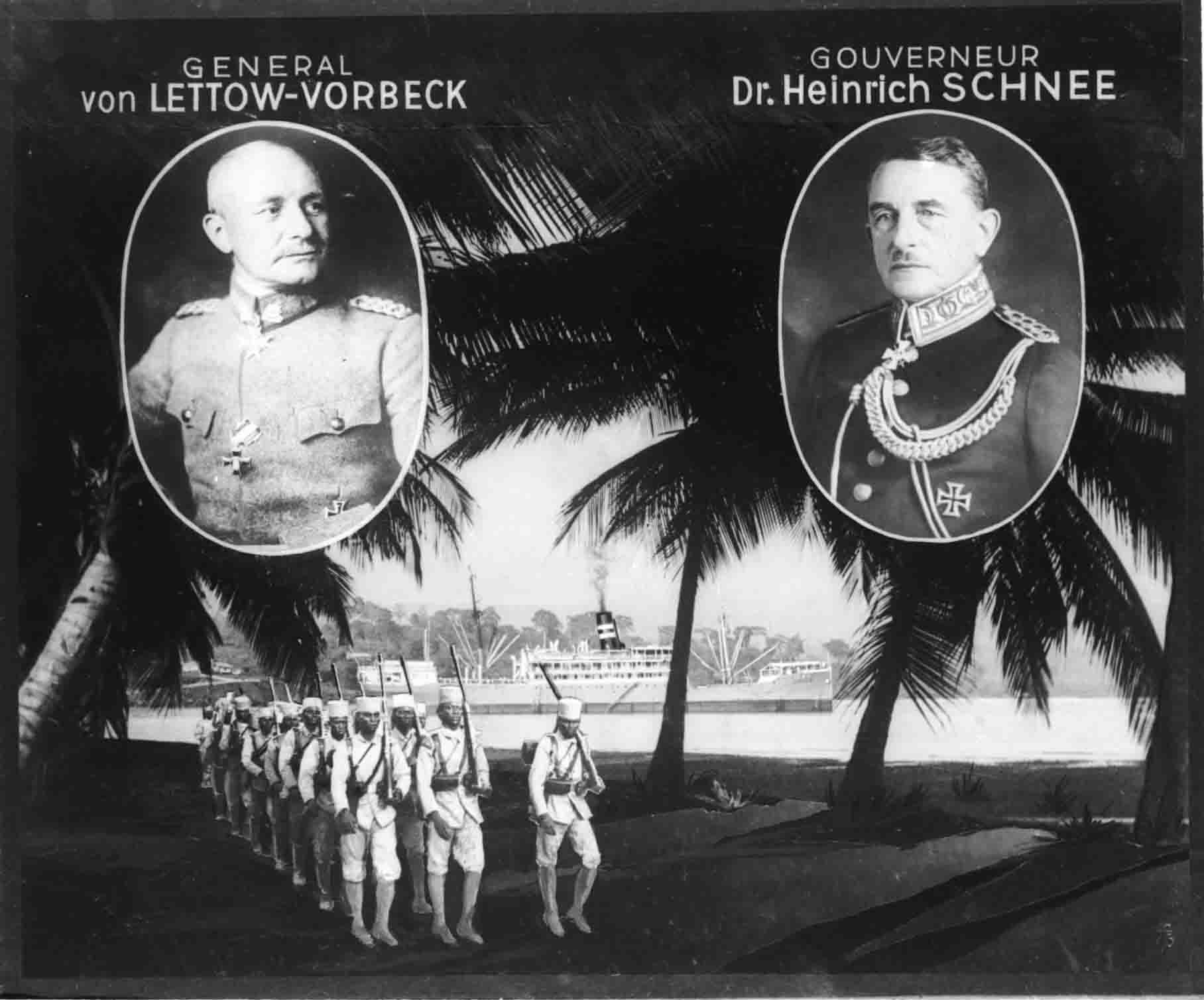
Пауль фон Леттов-Форбек и Генрих Шнее на военной открытке

В сентябре 1914 года для борьбы с немецкими «охранными войсками» британцы отправили в Восточную Африку 4000 индийских солдат, ещё 8000 индийцев было направлено в октябре того же года. Высадка британских войск в Танге 2 ноября 1914 года обернулась для них катастрофой. Значительно меньшие по численности немецкие силы под руководством Леттов-Форбека разбили слабоуправляемые англо-индийские войска и вынудили их к спешной эвакуации. 3 ноября у Лонгио в горах Килиманджаро было отбито наступление другой части английских войск. 19 января 1915 года индийские войска были разбиты в битве при Яссине.
21 июня 1915 года британцы добились незначительных успехов, захватив Букобу. Впоследствии, после получения дополнительных кораблей, им также удалось добиться господства на озере Виктория. 11 июля 1915 года, после нескольких бесплодных попыток британские военные корабли серьёзно повредили, наконец, укрывшийся в дельте Руфиджи лёгкий крейсер «Кёнигсберг». Экипаж взорвал корабль и присоединился к сухопутным «охранным войскам». Снятые с корабля 105-милиметровые орудия — самая тяжелая немецкая артиллерия восточноафриканской кампании — были установлены на железнодорожных платформах и использовались «охранными войсками» в качестве полевой артиллерии.
Немецким кораблям дважды удалось прорвать морскую блокаду Восточной Африки: в апреле 1915 года — блокадопрорыватель «Рубенс» под командованием обер-лейтенанта Карла Кристиансена и в марте 1916 года — вспомогательное судно «Мари» под командованием лейтенанта Конрада Соренсена; они доставили необходимые грузы, в первую очередь — боеприпасы, что несколько облегчило оборону немецких «охранных войск». При этом «Rubens» был обстрелян у побережья британским крейсером «Гиацинт» и получил серьёзные повреждения.

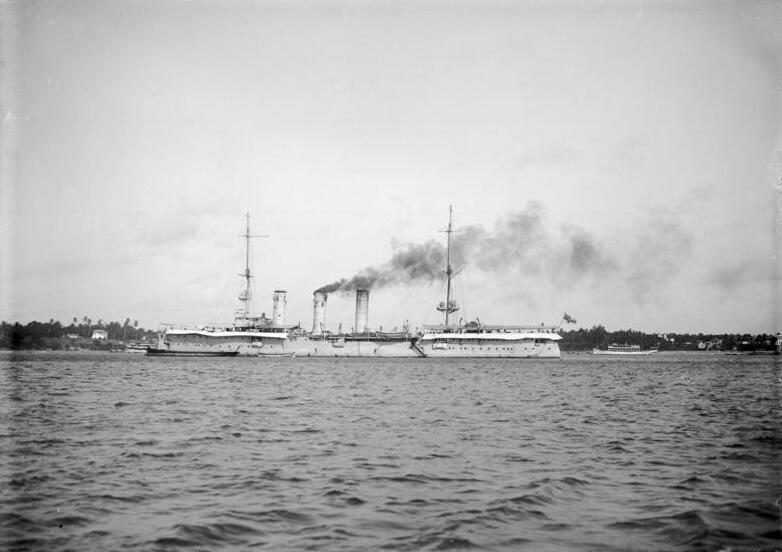
Крейсер «Кёнигсберг» (SMS Königsberg) у побережья Германской Восточной Африки
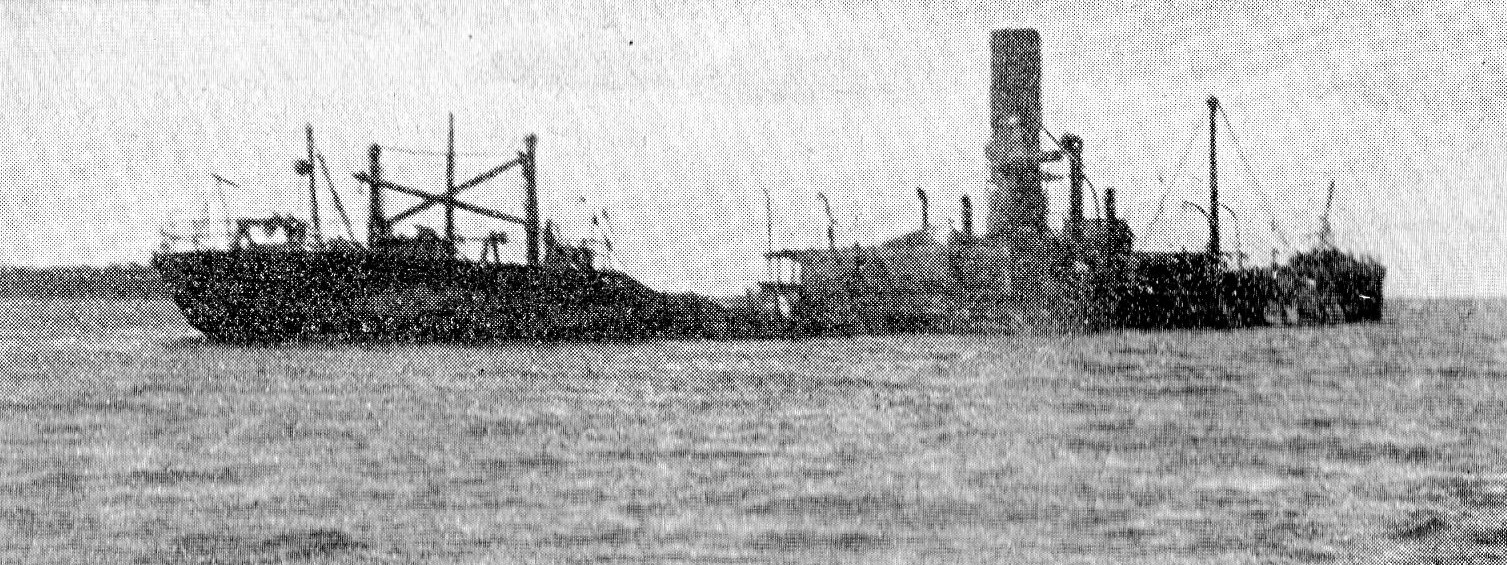
Блокадопрорыватель «Рубенс» (Blockadebrecher Rubens), 1915 г.
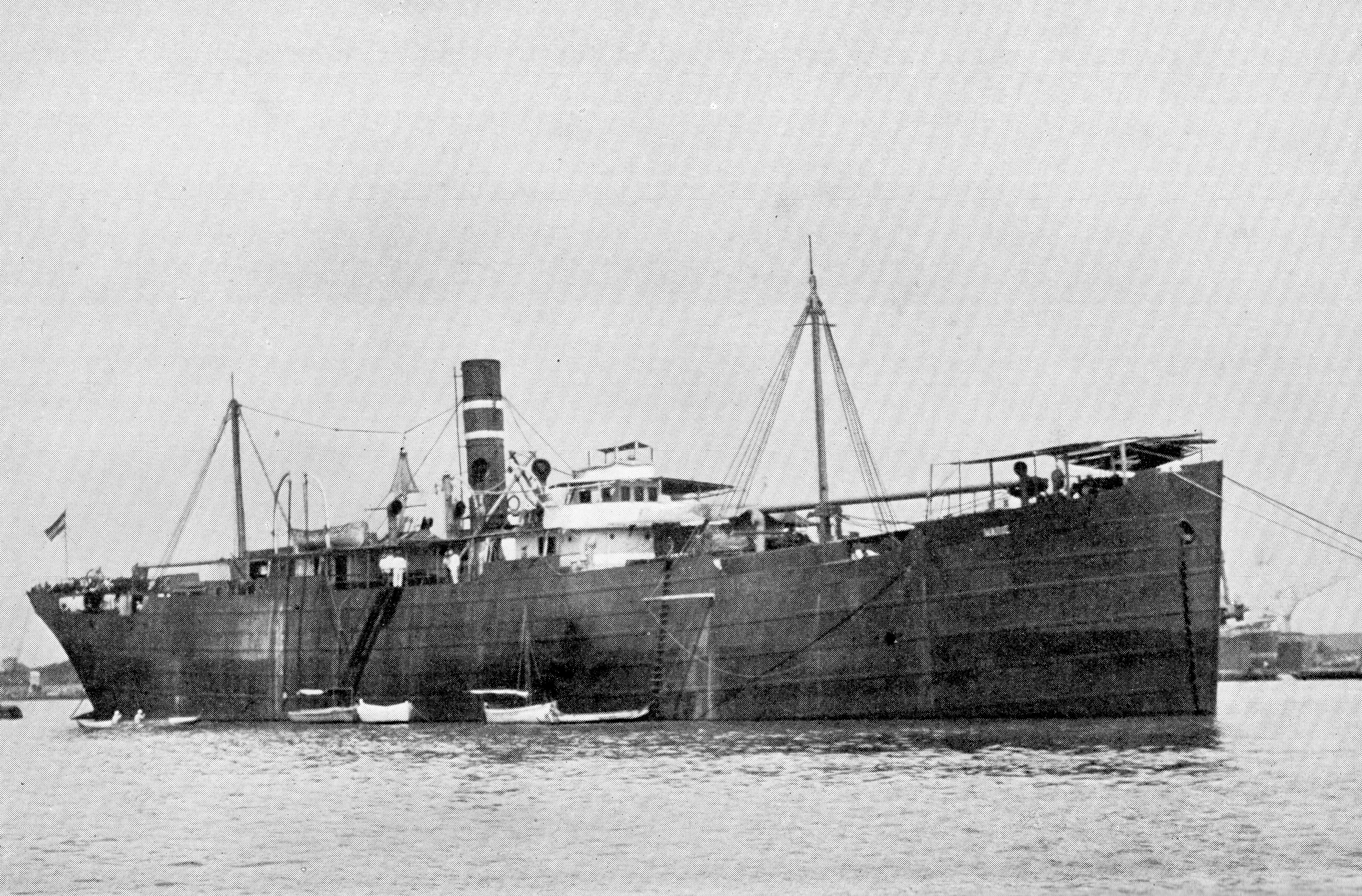
Вспомогательное судно «Мари» (Hilfsschiff Marie), 1916 г.

В 1916 году получившие значительное подкрепление войска Антанты вошли в Германскую Восточную Африку с территорий Кении, Бельгийского Конго и Ньясаленда. После ожесточенных боев «охранные войска» под командованием Леттов-Форбека были оттеснены на юг: сначала к реке Руфиджи, к концу 1916 года — в район Махенге, а в ноябре 1917 года — в португальский Мозамбик, где ещё в течение нескольких месяцев сражались с англо-португальскими войсками. В октябре 1918 года немецким «охранным войскам» удалось проникнуть в Северную Родезию. Поскольку известие о подписании перемирия в Компьене пришло с 2-недельным опозданием, война в Восточной Африке продолжалась до 25 ноября 1918 года.
Первая мировая война привела к масштабным разрушениям в Восточной Африке, сотням тысяч жертв среди гражданского населения (прежде всего — среди носильщиков, которые были вынуждены выполнять транспортные услуги для военных); множество людей погибло также от голода и «испанского гриппа».
По Версальскому мирному договору 1919 года территория Германской Восточной Африки была поделена: западная часть отошла Бельгии (Руанда-Урунди), остальная часть была передана во владение Британии, которая переименовала колонию в Танганьику. Последняя приобрела независимость в 1961 году.

## Немецкие топонимы
См. также: Список немецких топонимов в Танзании
- Бисмаркбург (Касанга)
- Новый Готторп (Увинза)
- Новый-Лангенбург (Тукую)[нем.]
- Сфинксхафен (Лиули)[нем.]
- Вилгельмсталь (Лушото)[нем.]

Самая высокая гора в Африке, Кибо Кибо в массиве Килиманджаро, была известна как «Пик Кайзера Вильгельма».

## Список губернаторов Германской Восточной Африки
- 1885—1888: Карл Петерс (Рейхскомиссар)
- 1888—1891: Герман Виссманн (Рейхскомиссар)
- 1891—1893: Юлиус фон Зоден[нем.]
- 1893—1895: Фридрих фон Шеле[нем.]
- 1895—1896: Герман Виссманн
- 1896—1901: Эдуард фон Либерт[нем.]
- 1901—1906: Густав Адольф фон Гетцен
- 1906—1912: Альбрехт фон Рехенберг
- 1912—1918: Генрих Шнее